# Juan Patricio Burdieri
Juan Patricio Burdieri (Ramos Mejía, Argentina, 14 de abril de 1984) es un exfutbolista argentino que se desempeñaba como mediocampista y desarrolló su carrera esencialmente en el ascenso del fútbol italiano. Actualmente trabaja como cazatalentos para una organización de representación de jugadores.

## Trayectoria futbolística
A los 15 años se probó en River Plate pero debido a que el libro de pases había cerrado no pudo ser fichado. En ese mismo período de pruebas fue observado por un enviado del AC Milan que había llegado al país para observar a Rafael Maceratesi, y además había sido informado acerca de éste juvenil que demostraba tener proyección.
Un caso con similitudes a lo ocurrido con Leandro Depetris, Juan Patricio fue adquirido por el AC Milan en el año 2000, a la edad de 16 años, para incorporarse a sus divisiones inferiores y formarse en el club rossonero. Se mantuvo en la institución hasta el año 2003 donde se desvinculó del equipo para entrenarse en el Tottenham Hotspur. En el conjunto inglés disputó solo torneos regionales.
Luego de estar entrenando en Holanda y sin club, tuvo un paso fugaz por San Lorenzo donde no pudo jugar en el primer equipo. Volvió a Italia para continuar su carrera y posteriormente formar parte de instituciones del ascenso italiano como Lentigione Calcio, Scauri Minturno, Comunale Dosolo, Piandimeleto y Massetana.
Su carrera se vio truncada debido a las lesiones sufridas, ya que tuvo que superar dos roturas de ligamentos cruzados.

## Clubes
| Club                           | País       | Año         |
| ------------------------------ | ---------- | ----------- |
| AC Milan Primavera             | Italia     | 2000 - 2003 |
| Tottenham Hotspur (formativas) | Inglaterra | 2003 - 2004 |
| San Lorenzo                    | Argentina  | 2004 - 2005 |
| Lentigione Calcio              | Italia     | 2005 - 2006 |
| Scauri Minturno                | Italia     | 2006 - 2007 |
| Comunale Dosolo                | Italia     | 2007 - 2008 |
| Piandimeleto                   | Italia     | 2008 - 2009 |
| Massetana                      | Italia     | 2009 - 2010 |

## Estadísticas
Actualizado al 8 de marzo de 2019
| Club              | País   | Año         | Partidos | Goles |
| ----------------- | ------ | ----------- | -------- | ----- |
| Lentigione Calcio | Italia | 2005 - 2006 | 27       | 8     |
| Scauri Minturno   | Italia | 2006 - 2007 | 14       | 2     |
| Comunale Dosolo   | Italia | 2007 - 2008 | 20       | 1     |
| Piandimeleto      | Italia | 2008 - 2009 | 10       | 1     |
| Massetana         | Italia | 2009 - 2010 | 15       | 1     |